# Arequipa
Arequipa är Perus näst största stad, belägen i landets sydöstra del. Arequipa är den administrativa huvudorten för departementet Arequipa och provinsen Arequipa, och beräknas ha cirka 870 000 invånare (2015).
Arequipa grundades den 15 augusti 1540. Staden är känd som "Den vita staden" (la Ciudad Blanca) tack vare de vita byggnaderna i stadens historiska centrum. Den ligger 2 380 m ö.h. och husen är byggda av en vulkanisk sten, kallad Sillar, som är rikt förekommande i regionen. Därav smeknamnet "den vita staden". Arequipa har sitt ursprungliga namn från det officiella språket (förutom spanska) Quechua där "ariq" betyder vulkan och "qipa" bakom, vilket bildar frasen "bakom vulkanen".
Arequipa ligger vid foten av vulkanen Misti. Staden är också byggd vid två andra vulkaner vid namn Chachani och Picchu Picchu. Det finns 17 olika distrikt varav Yanahuara, Cayma, Miraflores, Paucarpata, Socabaya och Cerro Colorado är några av dem. I närheten av staden ligger också Cotahuasi Canyon.

## Världsarv
Arequipas historiska centrum förklarades som ett världsarv av Unesco i november 2000. Det består huvudsakligen av Arequipa och Yanahuara. Andra historiska befolkningscentra är förutom Yanahuara (absorberad av staden), Cayma (i färd med att absorberas), Sachaca, Paucarpata, Socobaya, Characato och Sabandía; huvudorter i de distrikt som de har gett namn åt.